# José de Jesús Dávila y Prieto
José de Jesús Dávila y Prieto (Monterrey, Nuevo León, 1805 - ibídem, 6 de noviembre de 1875) fue un abogado y político mexicano que fue gobernador del Estado de Nuevo León. Llegó a ser el primer director del Colegio Civil, alcalde de Monterrey, además de ser famoso en su tiempo por sus estudios de cosmogonía.

## Biografía
Nació en Monterrey, Nuevo León, en 1805, siendo hijo de Tomás Dávila y Josefa Prieto. Realizó sus estudios de jurisprudencia en el Seminario de Monterrey; se recibió como abogado y comenzó a ejercer su profesión, al tiempo que impartía la cátedra de cosmogonía en la misma institución de donde había egresado.
Fue diputado al Congreso local en diversas ocasiones. En 1839 la Junta Departamental de la entidad lo designó gobernador, cargo en el que fue ratificado por el presidente Bustamante el 23 de septiembre. Sin embargo, a escaso mes de cumplir dos años en el gobierno, Dávila y Prieto se vio obligado a pedir una licencia debido a la complicada situación que reinaba en Nuevo León tras la sublevación del general Mariano Paredes y Arrillaga en Guadalajara.
Algunos años después, en plena invasión norteamericana, el licenciado Dávila y Prieto fue designado alcalde primero de Monterrey, cargo que desempeñó en circunstancias por demás difíciles y al que renunció después de siete meses (enero a agosto de 1847).
En diciembre de 1859 se creó el Colegio Civil y el licenciado José de Jesús Dávila y Prieto fue su primer director; sin embargo, las difíciles circunstancias que vivía la nueva institución obligaron al exgobernador a renunciar en 1861.
Cabe señalar que en 1839, siendo catedrático en el Seminario de Monterrey, Dávila y Prieto publicó una obra bajo el título de Nueva hipótesis para explicar el giro de los planetas alrededor del Sol, misma que fue reeditada en 1847 y 1877 pues se utilizó como texto para la cátedra de cosmogonía. Otro ensayo que sobre el mismo tema escribió fue el de Algunos apuntes para una nueva cosmogonía.
José de Jesús Dávila y Prieto murió en Monterrey el 6 de noviembre de 1875.